# Godefroid Mayobo Mpwene Ngantien
 (janvier 2014).
Si vous disposez d'ouvrages ou d'articles de référence ou si vous connaissez des sites web de qualité traitant du thème abordé ici, merci de compléter l'article en donnant les références utiles à sa vérifiabilité et en les liant à la section « Notes et références ».
Godefroid Mayobo Mpwene Ngantien est un homme politique de la République démocratique du Congo, membre du Parti lumumbiste unifié, et membre du gouvernement congolais en tant que ministre près le Premier ministre Antoine Gizenga.
Ingénieur civil de formation et qui a travaillé pendant longtemps comme directeur à l'Office congolais des routes et professeur à l'Institut supérieur des techniques appliquées (ISTA). Originaire du district de Kwilu (même district que le Premier ministre Gizenga), il a été l'un des premiers jeunes cadres congolais à rallier l'opposant Antoine Gizenga à son retour du long exil à l'aune de la démocratisation en 1990.
Après l'alliance entre le Palu et le général Joseph Kabila à l'élection présidentielle de 2006, il a été nommé le 5 février 2007 ministre auprès du Premier ministre (gouvernement Gizenga). Il est également le directeur de cabinet du Premier ministre.